# Hendrik Müller (Handballspieler)
Hendrik Müller (* 3. Juli 1978 in Hannover) ist ein ehemaliger deutscher Handballspieler.
Der 1,90 m große und 95 kg schwere Handballtorwart spielte in seiner Jugend beim TB Stöcken. 1995 wechselte er zum HSV Hannover (damals noch TSV Hannover-Anderten) und spielte dort von 2007 bis 2010 in der 2. Handball-Bundesliga. Nach einer Verletzung in der Saison 2010/2011, in der der HSV Hannover in der 3. Liga auflief, beendete Müller seine aktive Karriere und wurde Torwarttrainer beim HSV Hannover, der der 3. Liga angehört.